# 크로스데이즈

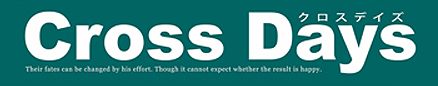

Cross Days(일본어: クロスデイズ, 한국어: 크로스데이즈)는 일본의 오버플로우사에서 2010년 3월 19일에 발매된 어덜트 게임이다.

## 개요
개발은 2007년에 방영된 TV 애니메이션판《School Days》의 종료후에 개시. 2008년엔 오버플로우의 만우절 기획《Sekai Days》와 함께 타이틀 로고가 전용 공식 사이트에 공개되었다.(단, 타이틀 로고의 링크가 아주 은밀한 곳에 있었기 때문에 이를 확인하지 못한 사람도 많다.) 공식 사이트가 만우절 종료 후 일단 폐쇄된 뒤, 같은 해 10월 21일에 오버플로우 공식 사이트가 리뉴얼되면서 함께 게임 공식 사이트가 공개되었다. 등장 캐릭터·메인 히로인 등의 일부는 같은 제작사의 작품 School Days의 캐릭터가 등장하며 시간상으로 동일하나 시리즈의 신작으로서 팬디스크 같은 가벼운 개념의 작품은 아니다.
같은 해 11월 1일에 공개된 동작 체크 툴《Cross Days 동작 체커》에 따르면, 기본적인 게임 시스템은《School Days》,《Summer Days》의 시스템을 개선한 수준. 단, 전작에는 없었던 800×600또는 그 이상의 화면 해상도에 대응하는 화면 사이즈와, 배경쪽 애니메이션이나 일부 인물의 애니메이션에 3DCG또는 모션캡처를 도입한 까닭에 권장 사양이 이전 2작품과 비교하여 상당히 올라갔다.
전동 성기구와 연동기능이 탑재된 것 외에, 초회한정판엔〈코토노하사마 피규어〉가 동봉되었다.
내용은 주인공 아시카가 유우키가《School Days》에 개입하는 형태가 되어 있어서, 당연히 주무대는《School Days》와 동일. 《School Days》의 등장인물이 다수 등장하는 외에,《Summer Days》등의 타 작품에서도 몇 명이 등장한다.
시간대로는 제1화의 유우키와 히카리의 회화로 볼 때《MISS EACH OTHER》의 반년후, 미사코가 토오노의 성을 가지고 있는 걸로 볼 때《LOST M》보다 뒤,《School Days》와는 같은 시기가 되어 있다.
처음 발표된 발매 시기는 2009년 2월 하순이었지만, 4월 24일로 발매가 두달 연기, 그 뒤 6월 26일로 다시 발매가 두달 연기된다고 고지하였다. 이어서 5월 26일에 3번째의 연기가 발표되었다. 발매예정은 2009년 여름으로 발표했지만 9월 1일에 4번째의 연기가 발표되어 2009년 11월 20일 발매예정으로 발표되었다. 하지만, 10월 20일에 5번째의 연기가 발표되어 12월 18일 발매가 발표되었다. 하지만,【CLUBHOBi】CrossDays 특설 사이트를 비롯한 각 온라인 통판 사이트에서 발매일 미정으로 공지된 이후, 12월 14일에 공식 사이트로부터, 2010년 1월 29일 발매예정이라는 6번째의 연기가 발표되었다. 그리고 2010년 1월 20일에는 상정하고 있던 퀄리티 실현을 위한 시간 부족을 이유로 같은해 3월 19일 발매예정으로 7번째 연기가 발표되었고 결국 7번째 연기일인 3월 19일에 정식 발매가 이뤄지게 되었다.
결과적으로 애당초 발매예정이었던《2009년 2월 27일》에서, 7번의 연기를 거쳐 실로 1년이 넘은 뒤에야 발매가 된 셈이다.

## 줄거리
사카키노 학원이 2학기를 조금 넘긴 무렵, 도서위원인 아시카가 유우키는 자신보다 키가 작고 조금 신경이 쓰인 키츠레가와 로카와, 도서실을 자주 이용하고 있는 카츠라 코토노하의 존재를 알게된다.

## 게임 정보

### 스탭
- 기획·각본·제작총지휘 : 메이저즈 누마키치
- 캐릭터디자인·총작화감독 : 고토 쥰지

### 주제가
- 오프닝곡 / 테마송：
〈퍼스트 노트(ファースト・ノート)〉
작사·노래:KIRIKO 작곡·편곡:HIKO
- 엔딩곡：
〈하나의 별(ひとつ星)〉
작사·작곡·노래:yozuca*
- 삽입곡：
〈Eternal Flow〉
작사·노래:Ceui
- 그랜드 엔딩곡：
  - 〈be there〉

노래:Rita 작사·작곡·편곡:iyuna
  - 〈timeless melody〉

노래:챠타(茶太) 작사·작곡·편곡:iyuna
※ 해피 엔딩일 경우의 엔딩 테마
  - 〈모래시계(砂時計)〉

작사·작곡·노래:Riryka
※ 베드 엔딩일 경우의 엔딩 테마

### 액티베이션
본 게임엔 오버플로우 게임 최초로 게임 최초 기동시 액티베이션 과정이 도입되었다. 패키지 내에 동봉된 시리얼 키를 이용하여 인증을 수행하며 온라인을 통한 직접 인증과 웹페이지를 경유한 인증, 휴대폰을 이용한 인증의 3가지 방법이 있다. 대한민국의 경우엔 휴대폰 인증이 거의 불가능에 가까우므로 앞의 2가지 수단을 사용할 수밖에 없다.(다만, 아이폰 같은 스마트폰의 경우엔 휴대폰 인증이 가능) 한편, 컴퓨터가 바뀌는 경우 재인증가능한 횟수는 최초인증횟수를 포함하여 총 5회이며 이를 초과하려 할 경우엔 오버플로우 고객지원에 연락해야 할 필요가 있다.

## 인터넷 라디오
《Radio Cross Days》라는 타이틀로 PC판 발매의 선행 형식으로 2009년 1월 8일부터 란티스 웹라디오, 온센에서 발신중. 퍼스널리티는 로카역의 미나즈키 렌, 코토노하역의 토노 소요기, 세카이역의 유즈키 카나메.

## 코믹판
《월간 콤프 에이스》(가도카와 쇼텐)에서 2010년 6월호(4월 26일 발매)부터 연재 예정. 원작은 오버플로우, 그림은 스쿨데이즈 만화판을 담당한바 있는 사케츠키 호마레.

## 관련 상품
크로스데이즈 타페스트리
타페스트리. 타키 코퍼레이션으로부터 발매. 《A 키츠레가와 루카》《B 카츠라 코토노하》《키츠레가와 루카&카츠라 코토노하》《코토노하사마》의 4종이 존재한다.
크로스데이즈 카츠라 코토노하 1/8 캐스트 오프 피규어
1/8스케일의 도장이 끝난 완성품 캐스트 오프 사양 피규어. 타키 코퍼레이션으로부터 발매.
Cross Days(크로스데이즈) 사이온지 세카이 1/7 피규어
1/7스케일의 도장이 끝난 완성품 캐스트 오프 사양 피규어. 타키 코퍼레이션으로부터 발매.
Cross Days ThemeSongs+OriginalSoundTrack (Lantis · LACA-5905)
게임에 수록된 보컬 및 BGM을 수록한 앨범. 2010년 4월 21일에 란티스로부터 발매 예정.

## 같이 보기
- 오버플로우 (브랜드)
- 스쿨데이즈
- 섬머데이즈
- 섬머 라딧슈 베케이션!!